# Cyrus Ingerson Scofield

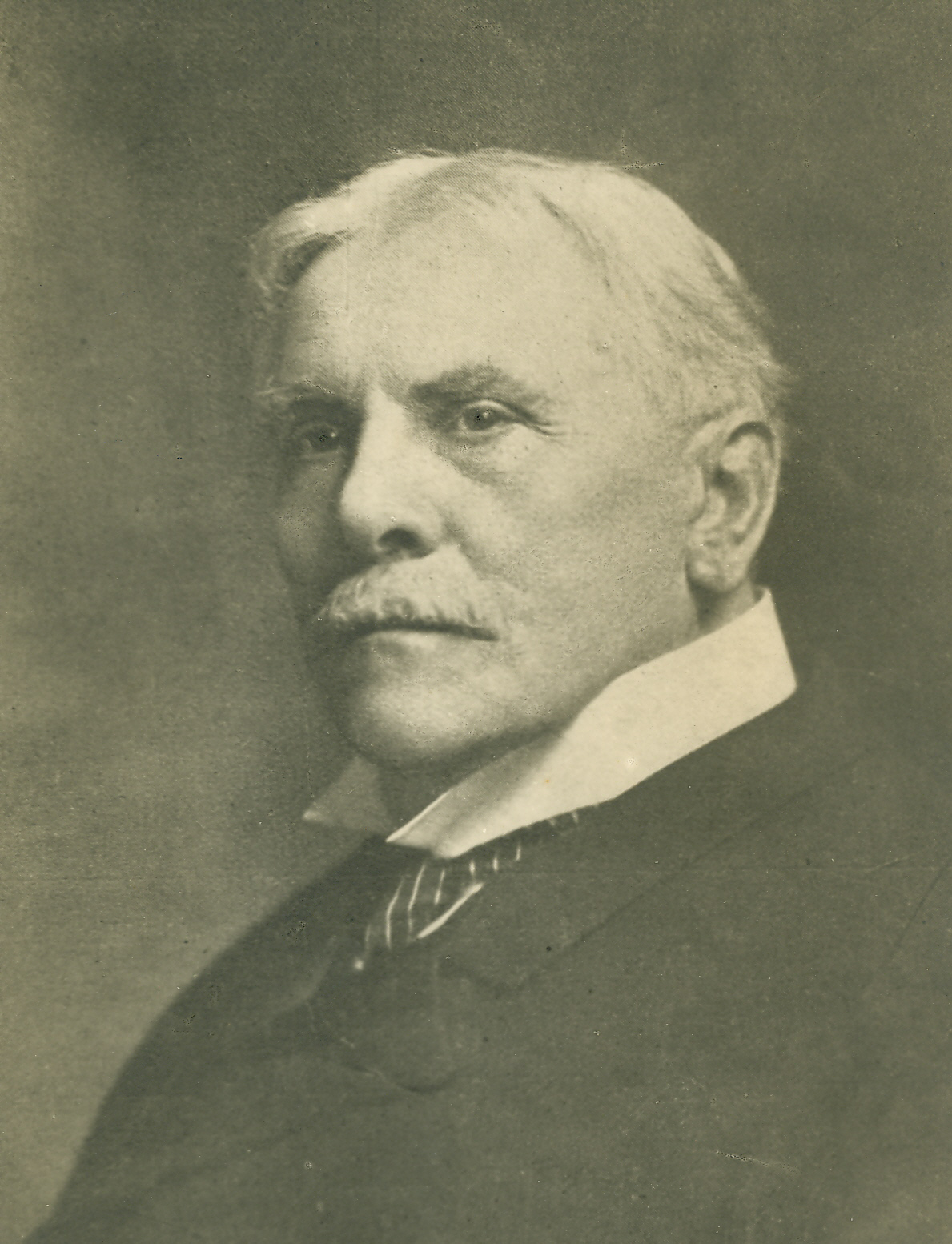
C. I. Scofield, c. 1920

Cyrus Ingerson Scofield (19 de Agosto de 1843 – 24 de Julho de 1921) foi um teólogo estadounidense, ministro religioso, e escritor cujo livro best-sellier, Bíblia de Referência Scofield, popularizou o futurismo e o dispensacionalismo entre os fundamentalistas cristãos.

## Biografia
Cyrus Scofield nasceu em Clinton Township, em Michigan, o sétimo e último filho de Elias e Abigail Goodrich Scofield.  Os ancestrais de Elias Scofield eram descendentes de Puritanos ingleses, mas a família se denominava episcopal. Abigail Scofield morreu três meses depois do nascimento de Cyrus, e seu pai casou-se pela segunda vez enquanto Cyrus ainda era menor  Detalhes de sua educação juvenil, são desconhecidos, mas não existem razões para se por em dúvida seu testemunho posterior de que ele amava a prática da leitura e que havia estudado sobre Shakespeare e Homer.
Em 1861 Scofield morou na casa de parentes em Lebanon, Tennessee.  No início da Guerra Civil Americana, aos 17 anos de idade Scofield serviu como soldado raso na 7ª Infantaria do Tennessee, e seu regimento lutou na Cheat Mountain, Sete Pinheiros, e a Antietam.  Em 1862, depois de passar um mês no Hospital Chimborazo em Richmond, Scofield teve sua petição de liberação aceita. Ele, então, retornou para Lebanon e foi, novamente, recrutado para os Serviços Confederados.  Encaminhado para McMinnville (Tennessee), Scofield desertou e fugiu para trás das linhas da União em Bowling Green (Kentucky).  Após realizar o juramento de obediência à União, foi permitido a Scofield translado seguro para St. Louis (Missouri), local onde se estabeleceu.
Em 1866, casou-se com Leontine LeBeau Cerrè, membro de uma proeminente família católica da França em  St. Louis. Scofield foi aprendiz no escritório de advocacia de seu cunhado e, então, trabalhou como adjunto no escritório de St. Louis, em seguida mudou-se para Atchison, Kansas no final de  1869. Em 1871, Foi  eleito para a Casa dos Representantes do Kansas, primeiro por Atchison, por um ano e, num segundo momento, por Nemaha County. In 1873 ele trabalhou para a eleição de John J. Ingalls para senador do Kansas, e quando este venceu, indiciou Scofield para o “U. S. District Attorney for Kansas”—aos 29 anos, o mais jovem do país.  Não obstante, naquele mesmo ano, Scofield foi forçado a renunciar "sob uma nuvem de escândalos" por conta de suas questionáveis transações financeiras, nisso pode ser incluído aceitação de suborno, desvio de contribuições políticas direcionadas a Ingalls, e garantia de notas promissórias de bancos para forjar assinaturas.. Pouco tempo depois, Scofield seria preso sob acusação de falsificação
Talvez, em parte, por ser um alcoólatra confesso, Scofield abandonou sua esposa e duas filhas durante este período. Leontine Cerrè Scofield divorciou-se dele alegando abandono em 1883, e no mesmo ano Scofield casou-se com Hettie Hall von Wartz, ,com a qual teve um filho.
De acordo com Scofield, sua conversão ao cristianismo evangélico deu-se através do testemunho de um amigo advogado.  Por volta de 1879, Scofield foi assistido por uma campanha em St. Louis, conduzida pelo renomado evangelista Dwight L. Moody, onde serviu como secretário do YMCA Estadual. É relevante informar também que Scofield veio a ser mentorado por James H. Brookes, pastor da Igreja Presbiteriana da Rua Walnult, St. Louis, um proeminente dispensacionalista premilenista.
Em Outubro de 1883, Scofield foi ordenado ministro da Igreja Congregacional— enquanto seu divórcio estava se processando, mas não, ainda, finalizado — Ele aceitou o pastorado de uma pequena igreja de missões fundada por essa denominação, a qual veio a se tornar A Primeira Igreja Congregacional de  Dallas, Texas, agora denominada Scofield Memorial Church. A igreja aumentou de quatorze para mais de cinco mil membros antes dele renunciar seu pastorado em 1895.
Em 1888 Scofield assistiu a Conferência Bíblica do Niágara onde conheceu o missionário pioneiro do evangelismo na China, Hudson Taylor. A aproximação de Taylor das missões cristãs influenciou Scofield a fundar a Central Americana de Missões em 1890 (agora denominada CAM International ).
Scofield também serviu como superintendente do “American Home Missionary Society” no estado do Texas e na Louisiana; e em 1890, ele ajudou a fundar o “Lake Charles College” (1890–1903) em Lake Charles, Lousiana.  Como o autor do informativo "Rightly Dividing the Word of Truth" (1888), o próprio Scofield tornou-se um líder do premilenismo dispensasional, um precursor  do fundamentalismo cristão do século XX.  Durante o início da década 1890, Scofield passou a se autoentitular Rev. C. I. Scofield, D.D.; Contudo, não existem quaisquer registros de qualquer instituição acadêmica que tenham lhe concedido este título honorífico de grau deDoutor em Divindade.
Em 1895, Scofield foi chamado para pastorear a igreja fundada pelo evangelista Dwight Lyman Moody,a Igreja Congregacional Trinitária de Northfield (Massachusetts), e, além disso, ele tentou, com limitado sucesso, encarregar-se da “Moody’s Northfield Bible Training School”. Contudo, supostamente, Scofield voltou a pastorear sua igreja em Dallas em 1903, sua tão almejada Biblia de referências consumiu muito de sua energia, e muito de seu tempo antes de sua publicação, e este trabalho o deixou fisicamente muito fragilizado. Quando a Bíblia de Referência Scofield foi publicada em 1909, a mesma rapidamente tornou-se a mais influente declaração do premilenismo dispensacional, e a popularidade de Scofield como orador de conferências bíblicas aumentava consideravelmente enquanto, na proporção diametralmente inversa, sua saúde continuava a declinar.  Os direitos de exploração de patentes  oriundos de sua obra foram substanciais, e Scofield construiu um grande patrimônio em Dallas, Ashuelot (New Hampshire), e Douglaston. Scofield, portanto, embarcou em seu prestígio. Lotos Club.
Scofield deixou a Igreja Congregacional Independente para tornar-se membro da Igreja Presbiteriana dos Estados Unidos e mudou-se para Nova York onde supervisionou o “New York Night School of the Bible”. In 1914 ele fundou a Escola Bíblica da Filadelfia, Pensilvania (agora Universidade Bíblica da Filadélfia).
A segunda esposa de Scofield mostrou-se uma fiel companheira e uma boa assistente de edição, mas seu relacionamento com seus filhos estava, na melhor da hipóteses, bem distante. Scofield morreu em sua casa em Long Island em 1921.

## Significancia Religiosa
O curso de estudo bíblico por correspondência de Scofield foi a base para formulação de sua Bíblia de Referências. Com notas, e de ampla circulação, ela foi publicada pela primeira vez em 1909 pela “Oxford University Press”. As anotações de Sofield ensinam a visão futurista e dispensacionalista, uma teologia que foi, em parte, concebida no início do século XIX, pelo clérigo Anglo-Irlandês John Nelson Darby, o qual, assim como Scofield, também teve uma formação na área advocatícia.  O Dispensacionalismo enfatiza a distinção entre a Igreja Neotestamentária e o antigo Israel do Velho Testamento.  Scofield defendia que entre a criação e o juízo final existem sete períodos distintos na relação de Deus para com o homem e esses períodos são as estruturas em torno da qual a mensagem de sua bíblia pode ser explicada. Foi, em grande parte, por influência das notas de Scofield, que o pré-milenismo dispensacionalista se tornou influente entre os fundamentalistas cristãos nos Estados Unidos.

## Referencias
- Joseph M. Canfield, The Incredible Scofield and His Book, (Vallecito, California: Ross House Books, 1988).
- John Gerstner, Wrongly Dividing the Word of Truth, (Brentwood, Tennessee: Wolgemuth & Hyatt, 1991).
- John D. Hannah, "Scofield, Cyrus Ingerson," American National Biography.
- David Lutzweiler, The Praise of Folly: The Enigmatic Life and Theology of C. I. Scofield (Draper, VA: Apologetics Group Media, 2009).
- R. Todd Mangum and Mark S. Sweetnam, The Scofield Bible: Its History and Impact on the Evangelical Church (Colorado Springs: Paternoster, 2009).
- D. Jean Rushing, "From Confederate Deserter to Decorated Veteran Bible Scholar: Exploring the Enigmatic Life of C. I. Scofield, 1861-1901," MA Thesis, East Tennessee State University, 2011.
- Ernest R. Sandeen, The Roots of Fundamentalism, British and American Millenarianism, 1800-1930 (Chicago: University of Chicago Press, 1970).
- Charles G. Trumball, The Life Story of C. I. Scofield (New York: Oxford University Press, 1920).